# جيري ألفرد
جيري ألفرد هو كاتب أغاني ومغني كندي، ولد في 1955 في Mayo, Yukon ‏ في كندا.

## وصلات خارجية
- جيري ألفرد على موقع ميوزك برينز (الإنجليزية)
- جيري ألفرد على موقع ديسكوغز (الإنجليزية)